# Metallblasinstrumentenmacher

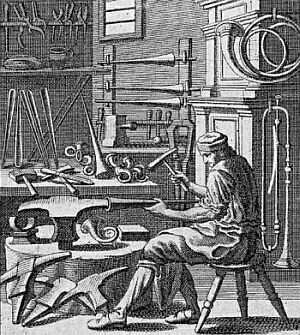
Trompetenmacher

Die Berufsbezeichnung Metallblasinstrumentenmacher (Blechblasinstrumentenbauer) bezeichnet einen Hersteller und Restaurator von Blechblasinstrumenten, darunter:
- Horninstrumente
- Trompeteninstrumente
- Posaunen

## Geschichte
Die ersten Instrumente, die nach dem Prinzip der Blechblasinstrumente geblasen wurden, dürften Tierhörner gewesen sein. In der Bronzezeit wurde dieses System der Tonerzeugung auf von Schmieden erzeugte Signaltrompeten angewandt: Von den alten Kelten, Römern, Indern und anderen sind solche Funde überliefert.
Die Herstellung der Blechblasinstrumente blieb lange Zeit über eine Domäne der Schmiede, von denen Olifanten, Jagdhörner oder Fanfaren aus Metall als ganzes Stück gegossen, oder aus kurzen Metallrohren gebogen wurden. Da die solcherart hergestellten Instrumente sehr kurz waren, konnten Bläser darauf meist nur einen oder zwei Naturtöne spielen.
Zu Beginn des 16. Jahrhunderts gelang es erstmals, aus einer geeigneten Legierung (Messing mit 75 % Kupfer) flache Platten zu walzen, zu Rohren zu formen und mehrere solcher Teile zusammenzufügen, was die Herstellung längerer Blechblasinstrumente hoher Qualität ermöglichte und ihnen auf lange Sicht die Mitwirkung im Orchester eröffnete. Es ist anzunehmen, dass zu dieser Zeit einige Schmiede begannen, sich auf den Instrumentenbau zu spezialisieren.
Um 1750 wurde der Dresdner Instrumentenbauer Josef Werner von einem Hornisten aus der dortigen Kapelle angeregt, für das Naturhorn auswechselbare Zusatzbögen zu bauen, um die Stimmung der Instrumente rasch wechseln zu können. Das Inventionshorn, das dadurch entwickelt wurde, gibt ein gutes Zeugnis der fortgeschrittenen Kunst des Blechblasinstrumentenbaues.
Der nächste große Schritt war die Erfindung der Ventile: 1815 baute der findige Hornist Heinrich Stölzel zwei solcher Ventile für die rechte Hand an sein Instrument, 1819 fügte der Leipziger Instrumentenmacher A. F. Sattler das dritte hinzu und versetzte die „Maschine“ nach links. Die Ventilsysteme wurden seither in verschiedenen Werkstätten weiterentwickelt und auch auf Trompeten angebracht.

## Historisch bedeutende Innovatoren
Die folgenden Handwerker, Erfinder oder Musiker werden mit entscheidenden Innovationen im Metallblasinstrumentenbau in Verbindung gebracht:
- Vincent Bach – erste systematische Forschung im Mundstückbereich, bedeutende Entwicklungen der Périnettrompete
- Gustave Auguste Besson – konstruierte das moderne Kornett und gründete die nach ihm benannte Instrumentenfabrik
- David Blaikley – erfand das automatische Kompensationssystem, das erstmals in Instrumenten von Boosey & Hawkes eingesetzt wurde
- Friedrich Blühmel und Heinrich Stölzel – konstruierten zeitgleich, aber zunächst unabhängig voneinander, das erste Blechblasinstrument mit Ventilen, damals noch mit dem Berliner Kasten- oder Drehbüchsenventil
- Burt Herrick – entwickelte gemeinsam mit Larry Minnick die moderne zweiventilige Bassposaune in in-line-Bauweise
- Kauko Kahila und Edward Kleinhammer – entwickelten Mitte der 1950er Jahre unabhängig voneinander die moderne zweiventilige Bassposaune mit abhängigen Ventilen
- Eduard Kruspe – entwickelte das erste Doppelhorn in der nach ihm benannten Bauform gemeinsam mit Bartholomäus Geisig
- Carl Wilhelm Moritz – entwickelte im Auftrag des preußischen Musikinspizienten Friedrich Wilhelm Wieprecht die Tuba
- Carl August Müller – Verbesserer des Ventilsystems
- J.W. Pepper – konstruierte das Sousaphon
- Francois Périnet – entwickelte das Pumpventil zum heutigen, nach ihm benannten Périnet-Ventil weiter
- Joseph Riedl – konstruierte in Wien das erste Dreh- oder Zylinderventil
- Christian Friedrich Sattler – konstruierte den Vorläufer aller heute gebräuchlichen Ventilinstrumente und erfand die Tenorbassposaune mit Quartventil
- Adolphe Sax – konstruierte mit dem Saxhorn den Vorläufer aller heutigen Tuben, Euphonien und weiterer Bügelhörner
- Orla Ed Thayer – entwickelte in den 1980er Jahren das nach ihm benannte Thayer-Ventil für die Posaune
- Josef Werner – erfand das Inventionshorn

## Berufsbild

### Ausbildung
Die Ausbildung zum Metallblasinstrumentenmacher ist in Deutschland durch eine bundesweit einheitliche Ausbildungsordnung nach Berufsbildungsgesetz und Handwerksordnung geregelt. Die Ausbildungsdauer beträgt in der Regel drei Jahre. Die Ausbildung erfolgt an den Lernorten Betrieb und Berufsschule.
Der Bau und die Reparatur von Blechblasinstrumenten erfordern hohe Fertigkeiten in der Bearbeitung von Feinblechen, Wissen über verschiedene Bauformen und ein gutes Gehör für die Intonation der Instrumente.
Wichtige Faktoren für die Herstellung eines neuen Instruments sind die Wahl des Materials, der Bauvorlage und eine Vorstellung über die Qualität und den Preis, den das Werkstück haben soll.
Bei einer Reparatur ist es nötig, abschätzen zu können, aus welchem Material Ersatzteile gefertigt werden sollen, wie viel die Arbeit kosten wird und ob sich der Zeit- und Materialaufwand für ein Instrument überhaupt lohnt.

### Weiterbildung
Dem Metallblasinstrumentenmacher kann sich zum Metallblasinstrumentenmachermeister weiterbilden. Die Vorbereitungskurse dauern in Voll- und Teilzeit etwa 1,5 bis 2 Jahre, es ist aber keine Pflicht zu absolvieren.
Mit den entsprechenden Voraussetzungen ist auch ein Bachelor-Studium im Bereich Musikinstrumentenbau möglich.